# Canton de Mulhouse-3
Le canton de Mulhouse-3 est une circonscription électorale française du département du Haut-Rhin.

## Histoire
Un nouveau découpage territorial du Haut-Rhin entre en vigueur à l'occasion des élections départementales de 2015. Il est défini par le décret du 21 février 2014, en application des lois du 17 mai 2013 (loi organique 2013-402 et loi 2013-403). Les conseillers départementaux sont, à compter de ces élections, élus au scrutin majoritaire binominal mixte. Les électeurs de chaque canton élisent au Conseil départemental, nouvelle appellation du Conseil général, deux membres de sexe différent, qui se présentent en binôme de candidats. Les conseillers départementaux sont élus pour 6 ans au scrutin binominal majoritaire à deux tours, l'accès au second tour nécessitant 12,5 % des inscrits au 1er tour. En outre la totalité des conseillers départementaux est renouvelée. Ce nouveau mode de scrutin nécessite un redécoupage des cantons dont le nombre est divisé par deux avec arrondi à l'unité impaire supérieure si ce nombre n'est pas entier impair, assorti de conditions de seuils minimaux. Dans le Haut-Rhin, le nombre de cantons passe ainsi de 31 à 17.
Le canton de Mulhouse-3 est formé de la commune d'Illzach, issue de l'ancien canton d'Illzach, et d'une fraction de la commune de Mulhouse. Il est entièrement inclus dans l'arrondissement de Mulhouse. Le bureau centralisateur est situé à Mulhouse.

## Représentation
| Période élective | Période élective | Mandat | Mandat   | Identité              | Nuance | Nuance | Qualité |
| ---------------- | ---------------- | ------ | -------- | --------------------- | ------ | ------ | --- |
| 2015             | 2021             | 2015   | 2021     | Lara Million          |        | DVD    | Inspecteur divisionnaire des finances publiques Conseillère municipale (ex-UDI) de Mulhouse Vice-Présidente du conseil départemental Présidente de la commission finances et budget |
| 2015             | 2021             | 2015   | 2021     | Marc Schittly         |        | LR     | Médecin généraliste spécialisé en gérontologie, docteur en droit Ancien conseiller général du Canton de Mulhouse-Est (1988-2015)                                                    |
| 2021             | 2028             | 2021   | en cours | Lara Million          |        | DVD    | Conseillère sortante 6e vice-présidente chargée de l'efficacité et de la sobriété financière                                                                                        |
| 2021             | 2028             | 2021   | en cours | Jean-Luc Schildknecht |        | DVD    | Proviseur, maire d'Illzach |

À l'issue du 1er tour des élections départementales de 2015, deux binômes sont en ballotage : Lara Million et Marc Schittly (Union de la Droite, 40,57 %) et Freddy Ciolek et Clarisse Ferrand (FN, 30,32 %). Le taux de participation est de 42,79 % (10 770 votants sur 25 167 inscrits) contre 47,8 % au niveau départemental et 50,17 % au niveau national.
Au second tour, Lara Million et Marc Schittly (Union de la Droite) sont élus avec 68,75 % des suffrages exprimés et un taux de participation de 42,68 % (6 745 voix pour 10 741 votants et 25 167 inscrits).

## Composition
Le nouveau canton de Mulhouse-3 comprend :
1. une commune entière,
2. la partie de la commune de Mulhouse non incluse dans les cantons de Mulhouse-1 et de Mulhouse-2.

| Nom                              | Code Insee | Intercommunalité                 | Superficie (km2) | Population (dernière pop. légale)                 | Densité (hab./km2) | Modifier                                    |
| -------------------------------- | ---------- | -------------------------------- | ---------------- | ------------------------------------------------- | ------------------ | ------------------------------------------- |
| Mulhouse (bureau centralisateur) | 68224      | CA Mulhouse Alsace Agglomération | 22,18            | Fraction : 25 959 (2022) Commune : 104 924 (2022) | 4 731              | modifier les données · modifier les données |
| Illzach                          | 68154      | CA Mulhouse Alsace Agglomération | 7,50             | 15 115 (2022)                                     | 2 015              | modifier les données · modifier les données |
| Canton de Mulhouse-3             | 6812       |                                  |                  | 41 074 (2022)                                     |                    | modifier les données                        |

## Démographie
En 2022, le canton comptait 41 074 habitants, en évolution de −2,57 % par rapport à 2016 (Haut-Rhin : +0,66 %, France hors Mayotte : +2,11 %).
| 2013   | 2018   | 2022   |
| ------ | ------ | ------ |
| 43 155 | 41 853 | 41 074 |